# Adobe Type Manager
Pour les articles homonymes, voir ATM.
Adobe Type Manager ou ATM désigne quatre logiciels différents de gestion des fontes de caractères, et diffusés par Adobe Systems. Ce type de logiciel gère les polices PostScript Type 1, OpenType et TrueType. ATM n'est plus commercialisé dans sa version Deluxe.

## Sources existantes
1. - encyclopédie de PC Magazine
  - Edward Mendelson, "Adobe Type Manager", PC Magazine, 16 avril 1991 (aperçu)
  - Emerson Andrew Torgan, "Adobe Type Manager 2.0", PC Magazine, 28 janvier 1992 (aperçu)
  - Michael J. Miller, "The Adobe Type Manager Init is a Smooth Font Operator", InfoWorld, 4 décembre 1989 (aperçu)
  - Kristi Coale, "Adobe to Release ATM for Windows in September", InfoWorld, 25 juin 1990 (aperçu)
  - Jeanette Borzo, "Adobe Type Manager 2.0 renders fonts faster", InfoWorld, 18 novembre 1991 (aperçu)
  - Le logiciel est aussi mentionné dans divers articles sur les polices et les imprimantes :
    - Edward Mendelson, "TRUETYPE: The Second Font Revolution for the Desktop", PC Magazine, 28 avril 1992 (aperçu)
    - Edward Mendelson, "Two PostScript Cartridges For Your LaserJet Printer:", PC Magazine, 25 septembre 1990
    - Tom Unger, "41 Utilies For Windows 3.0", PC Magazine, 26 février 1991 (aperçu)
    - Edward Mendelson, "Scalable Fonts for the PC", PC Magazine, 24 septembre 1991 (aperçu)
    - Steve Gibson, "True Type is Generations Ahead of Adobe Type Manager", InfoWorld, 26 mars 1990 aperçu)
    - Brian Livingston, "Versatile SuperPrint outperforms TrueType and [Adobe Type Manager] 2.0", InfoWorld, 10 février 1992 (aperçu)
    - Charles Petzold, "An Introduction to OS/2 Outline Fonts", PC Magazine, 30 mars 1993 (aperçu)
    - Luisa Simone, "TypeAlign Adds Special Effects to Type 1 Fonts", PC Magazine, août 1991 (aperçu)

  - Mentionné dans "Top Fifteen Sellers", PC Magazine, 15 avril 1991 (aperçu)
    - 100 000 copies vendues les six premières semaines, cf. Charles Van Simson, "Adobe lets revenue do talking", Computerworld, 15 janvier 1990 (aperçu)

  - Le logiciel a aussi droit à un chapitre dans l’ouvrage Fonts and Encodings (2007) édité chez le très respecté O'Reilly Media.
  - Une description du logiciel figure également dans l'ouvrage Graphic Design, Referenced: A Visual Guide to the Language, Applications, and History of Graphic Design, Rockport Publishers, 2009.